# Hohenwarth-Mühlbach am Manhartsberg
Hohenwarth-Mühlbach am Manhartsberg osztrák mezőváros Alsó-Ausztria Hollabrunni járásában. 2022 januárjában 1318 lakosa volt. 

## Elhelyezkedése

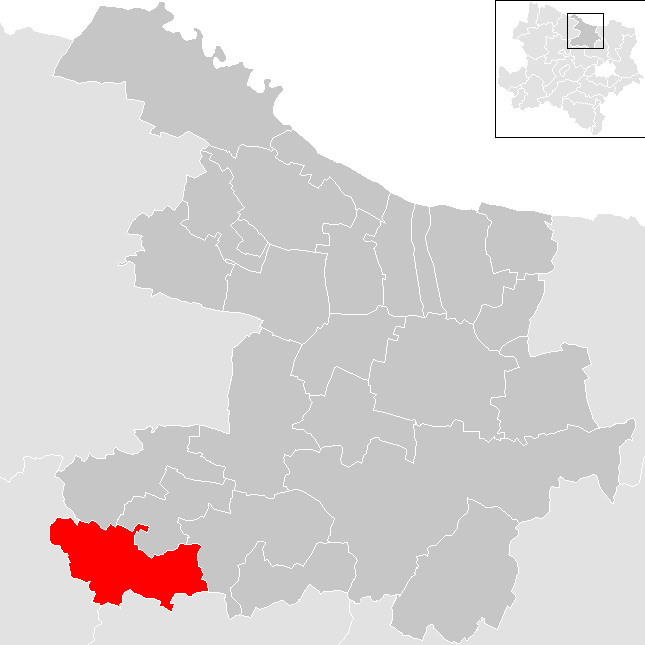
Hohenwarth-Mühlbach am Manhartsberg a Hollabrunni járásban

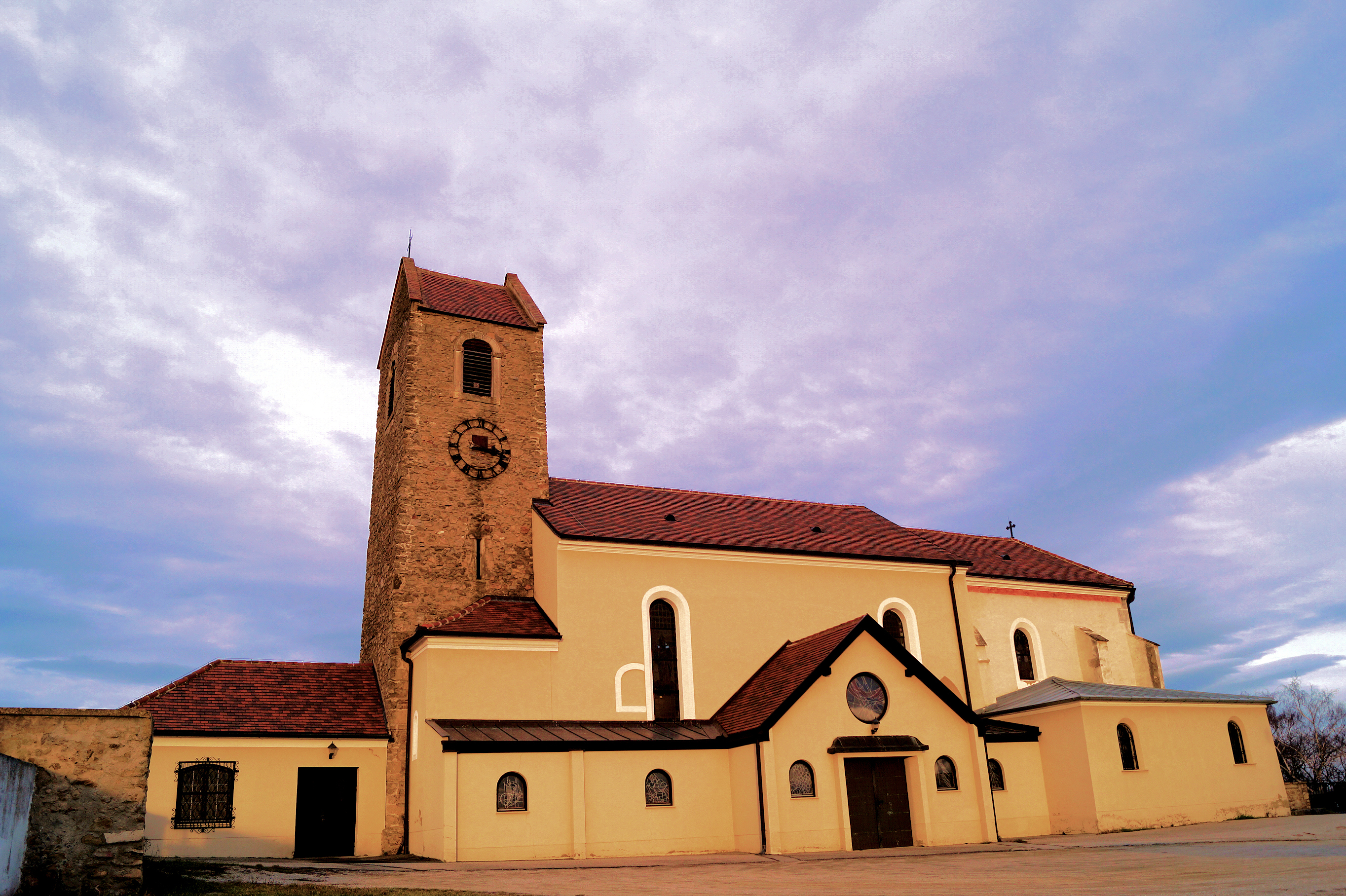
A Mihály arkangyal-plébániatemplom

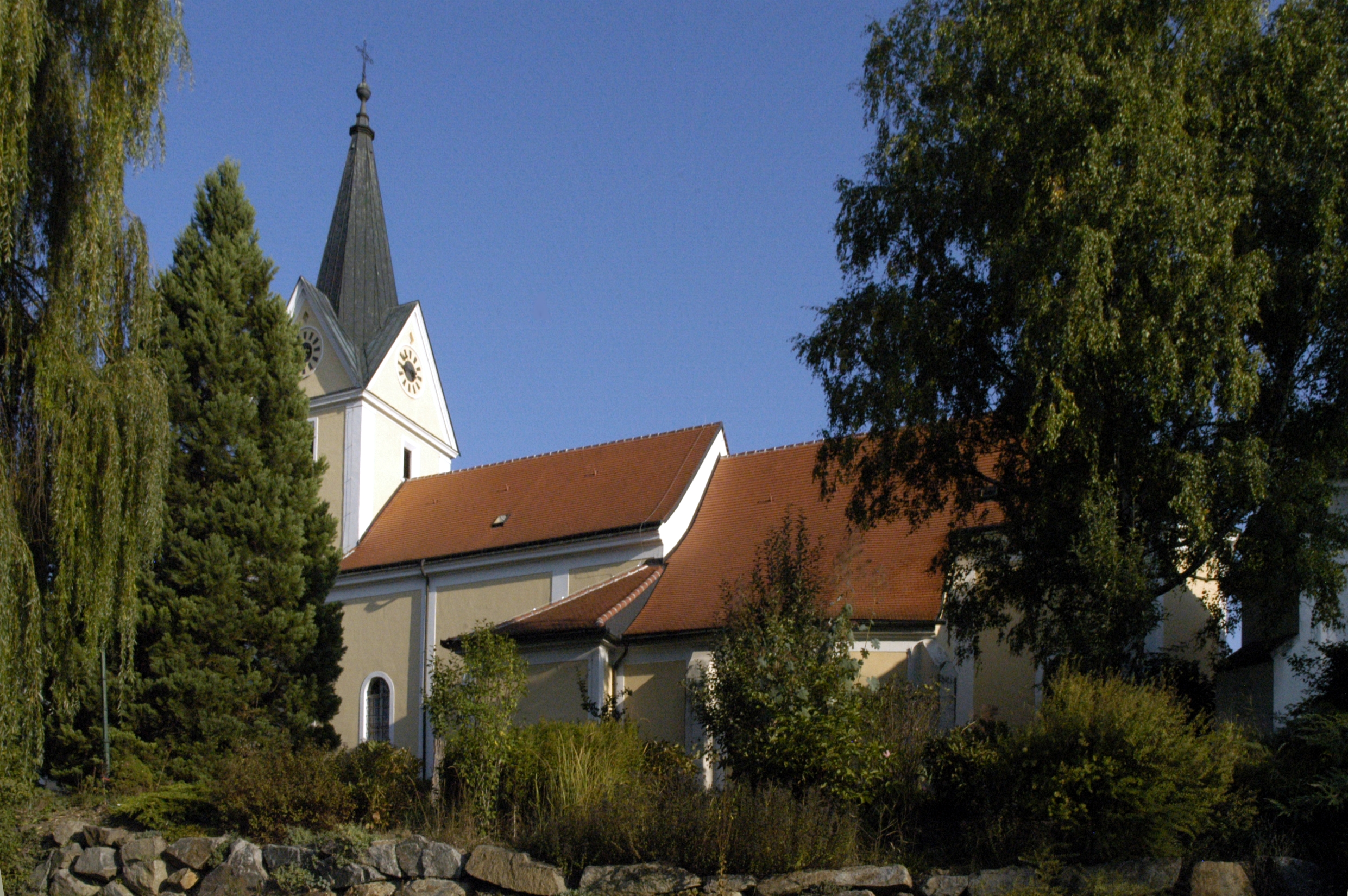
A Szt. Márton-plébániatemplom

Hohenwarth-Mühlbach am Manhartsberg a tartomány Weinviertel régiójában fekszik a Manhartsberg dombságán, a Gscheinzbach (Mühlbach) és a Gießgraben (Hohenwarth) patakok mentén. Területének 30,4%-a erdő, 8,3% szőlő, 55% áll egyéb mezőgazdasági művelés alatt. Az önkormányzat 7 települést egyesít: Bösendürnbach (78 lakos 2022-ben), Ebersbrunn (204), Hohenwarth (443), Mühlbach am Manhartsberg (209), Olbersdorf (64), Ronthal (119) és Zemling (201).
A környező önkormányzatok: északra Maissau, északkeletre Ravelsbach, keletre Ziersdorf, délkeletre Großriedenthal, délre Fels am Wagram, nyugatra Straß im Straßertale, északnyugatra Schönberg am Kamp. 	

## Története
Hohenwarthot 1060/70-ben említik először a göttweigi apátság birtoklistáján Hohinwarta formában. A falut és várát a bajor eredetű Hohenwarth nemzetség birtokolta. 1750-től kezdve a település tarthatott vásárokat, de ránk maradt, a mezővárosi jogokat biztosító dokumentum 1819-es keltezésű. 1784-ben Hohenwarth önálló egyházközséggé vált (korábban Passau felügyelete alá tartozott). 
Mühlbachot 1083-ban említik először a götweigi apátság alapításához kapcsolódó adománylevélben. Várát a 15. században lerombolták. A mai kastélyt a kései reneszánsz idején építették. Miután eredeti birtokosai, a Mühlbach nemzetség kihalt, a későbbiekben a Walsee, Hofkirchen és Gudenus családok uradalmai közé tartozott.
Az addig önálló Bösendürnbach, Burgfrieden, Ebersbrunn, Hohenwarth, Mühlbach, Olbersdorf, Ronthal és Zemling községek 1972-ben egyesültek.  

## Lakosság
A Hohenwarth-Mühlbach am Manhartsberg-i önkormányzat területén 2022 januárjában 1318 fő élt. A lakosságszám 1890-ben érte el a csúcspontját 2188 fővel, azóta enyhe, de folyamatos csökkenés tapasztalható. 2020-ban az ittlakók 95,4%-a volt osztrák állampolgár; a külföldiek közül 0,8% a régi (2004 előtti), 2,2% az új EU-tagállamokból érkezett. 0,5% az egykori Jugoszlávia (Szlovénia és Horvátország nélkül) vagy Törökország, 1,1% egyéb országok polgára volt. 2001-ben a lakosok 89,5%-a római katolikusnak, 1,2% evangélikusnak, 1,9% mohamedánnak, 5,9% pedig felekezeten kívülinek vallotta magát. Ugyanekkor egy magyar élt a mezővárosban; a legnagyobb nemzetiségi csoportot a németek (96,8%) mellett a csehek alkották 0,8%-kal.
A népesség változása:

| 2016 | 1 299 |
| 2018 | 1 304 |

## Látnivalók
- a mühlbachi kastély
- a hohenwarthi Mihály arkangyal-plébániatemplom
- a mühlbachi Szt. Márton-plébániatemplom
- a zemlingi Mária látogatása-plébániatemplom
- Joseph Misson költő szülőháza

## Fordítás
- Ez a szócikk részben vagy egészben  a   Hohenwarth-Mühlbach am Manhartsberg című német Wikipédia-szócikk ezen változatának fordításán alapul.  Az eredeti cikk szerkesztőit annak laptörténete sorolja fel. Ez a jelzés csupán a megfogalmazás eredetét és a szerzői jogokat jelzi, nem szolgál a cikkben szereplő információk forrásmegjelöléseként.